# ماریا مورنا
ماریا مورنا (اسپانیایی: María Morena‎) یک فیلم درام اسپانیایی به کارگردانی خوزه ماریا فورکه و پدرو لاثاگا است که در سال ۱۹۵۱ منتشر شد و در جشنواره فیلم کن ۱۹۵۲ به نمایش درآمد.

## گزیدهٔ بازیگران
- پاکیتا ریکو
- فلیکس دو پومز
- فرانسیسکو رابال
- لوئیس ایندونی
- لولیتا سِـوّیا